# 上三宮站
上三宮站（日语：／ Kami-Sammiya eki */?）是位於福島縣喜多方市上三宮町上三宮，日本國有鐵道的日中線車站（廢站）。隨著日中線全線廢除，車站在1984年（昭和59年）4月1日廢除。

## 歷史
- 1938年（昭和13年）8月18日 - 日中線喜多方站至熱鹽站[1]車站啟用。當時為一般車站。
- 1957年（昭和32年）7月1日 - 結束處理貨物和行李。
- 1974年（昭和49年）10月1日 - 重新處理貨物和行李，變回一般車站。
- 1980年（昭和55年）2月10日 - 結束處理貨物。
- 1984年（昭和59年）
  - 2月1日 - 結束處理行李。
  - 4月1日 - 日中線被廢除，車站也被廢除[2]。

## 車站構造
截至車站廢除前，此站是地面車站，設有1面1線的單式月台。靠近喜多方一方設有1條側線，該線是貨物時代遺留下來路軌。
日中線各站在啟用時都是有人車站，各站都設有大型車站大樓，但是此站截至廢除一刻只有簡單的木製車站大樓。

## 現況
車站大樓已經被撤走，車站遺址建設了縣道335號。站前道路變寬了。車站遺址附近的道路上重新建立了站名牌。

## 相鄰車站
日本國有鐵道（國鐵）
日中線
會津村松－上三宮－會津加納

## 注腳
1. ↑  曾根悟（日语：曽根悟）（監修）. 朝日新聞出版分冊百科編集部（編集） , 编. . 週刊 歴史でめぐる鉄道全路線 国鉄・JR (朝日新聞出版). 2009-08-16, (6): p.15 （日语）.
2. ↑  曾根悟（日语：曽根悟）（監修）. 朝日新聞出版分冊百科編集部（編集） , 编. . 週刊 歴史でめぐる鉄道全路線 国鉄・JR (朝日新聞出版). 2009-08-16, (6): p.17 （日语）.